# Ненашев Володимир Іванович
Володимир Іванович Нена́шев (нар. 14 березня 1923, Русаново — пом. 7 листопада 1995) — український і російський театральний режисер. Чоловік актриси Ніни Подовалової.

## Біографія
Народився 14 березня 1923 року в селі Русановому (тепер Воронезька область, Росія). 1944 року закінчив Державний інститут театрального мистецтва у Москві (курс Михайла Тарханова і Володимира Бєлокурова). Член ВКП(б) з 1947 року.
Впродовж 1944—1951 років працював режисером Таганрозького драматичного театру. З 1951 року — режисер Ростовського театру драми, Ворошиловгадського російського драматичного театру. Впродовж 1960—1962 років — режисер Київського російського театру імені Лесі Українки; впродовж 1963—1975 років — головний режисер Харківського російського театру імені Олександра Пушкіна; впродовж 1975—1978 років — головний режисер Київського російського театру імені Лесі Українки.
З 1978 року викладав в Інституті театрального мистецтва в Москві. Помер 7 листопада 1995 року.

## Творчість
Поставив вистави:
- «Лихо з розуму» Олександра Грибоєдова;
- «Безприданниця» і «Без вини винуваті» Олександра Островського;
- «Тихий Дон» і «Піднята цілина» за Михайлом Шолоховим;
- «Кремлівські куранти» Миколи Погодіна;
- «Пам'ять серця» Олександра Корнійчука;
- «Старомодна комедія» Олексія Арбузова;
- «Пора жовтого листя» Миколи Зарудного;
- «Агент 00» Генриха Боровика;
- «Моделі сезону» Генриха Рябкіна;
- «Три сестри», «Іванов» Антона Чехова.
- «Маскарад» Михайла Лермонтова;
- «Фізики-лірики» Якова Волчек;
- «Спекотне літо в Берліні» Дімфіни Кьюсак;
- «Варшавська мелодія» Леоніда Зоріна;
- «17 миттєвостей весни» за Юліаном Семеновим.

Виконав роль академіка Вишнякова у фільмі «Лідер» (1984; Кіностудія імені Максима Горького).

## Відзнаки
- Заслужений діяч мистецтв РРФСР з 1968 року[1];
- Народний артист Української РСР з 1973 року;
- Орден Трудового Червоного Прапора.